# کاسترمچو
کاسترمچو (به اسپانیایی: Castromocho) یک شهرستان در اسپانیا است که در استان پالنسیا واقع شده‌است.

## خصوصیات
کاسترمچو ۵۲ کیلومترمربع مساحت و ۲۵۸ نفر جمعیت دارد و ۷۶۲ متر بالاتر از سطح دریا واقع شده‌است.